# Добойська етнічна чистка (1992)
44°44′00″ пн. ш. 18°08′00″ сх. д. / 44.73333333° пн. ш. 18.13333333° сх. д.
Добойська етнічна чистка стосується воєнних злочинів, включаючи вбивства, безтурботне знищення, етнічні чистки та переслідування, вчинені проти боснійців і хорватів у районі Добой Югославською народною армією та сербськими воєнізованими загонами з травня по вересень 1992 року під час боснійської війни. 26 вересня 1997 року сербський солдат Нікола Йоргич був визнаний винним Дюссельдорфським Оберландесгеріхтом (Вищим регіональним судом) за 11 пунктами звинувачення у вбивстві 30 осіб у регіоні Добой, що стало першим обвинуваченням у боснійському геноциді. Міжнародний кримінальний трибунал з колишньої Югославії (МТКЮ) кваліфікував це як злочин проти людства і засудив п'ятьох сербських чиновників.
Із понад 40 000 боснійців, зареєстрованих у муніципалітеті, лише близько 1 000 залишилися після війни. За даними Центру досліджень і документації (IDC), 2323 людини загинули або зникли безвісти в муніципалітеті Добой під час війни. Серед них було 322 мирних боснійця та 86 хорватів.

## Захоплення Добою в 1992 році
Добой був стратегічно важливим під час Боснійської війни. До війни, у 1991 році, населення муніципалітету становило 40,14% боснійців (41164), 38,83% сербів (39820), 12,93% хорватів (13264), 5,62% югославів (5765) та інших 2,436% (2). Місто та навколишні села були захоплені сербськими військами в травні 1992 року, тоді як Сербська демократична партія взяла на себе управління містом. Далі було масове роззброєння та масові арешти всіх несербських цивільних (а саме боснійців та хорватів).
Масове пограбування та систематичне знищення будинків і майна несербів щодня розпочалося з зрівняння з землею мечетей у місті. Багато несербів, які не були негайно вбиті, були затримані в різних місцях міста, піддані нелюдським умовам, включаючи регулярні побиття, зґвалтування, катування та важку примусову працю. Школа в Грапській та фабрика компанії «Босанка», що виробляла джеми та соки в Добої, використовувалися як табір для зґвалтування. У таборах зґвалтування були присутні чотири різних типи солдатів, включаючи місцеву сербську міліцію, югославську армію (ЮНА), «Мартичевці» (поліцейські сили RSK, що базуються в Кніні, очолювані Міланом Мартичем) та членів воєнізованої групи «Білих орлів».Це було задокументовано в рамках розслідування ООН щодо Добоя, місцем масових зґвалтувань було ув’язнення боснійських і хорватських жінок у житловому комплексі колишнього Олімпійського стадіону. Кілька тисяч жінок несербського походження були систематично зґвалтовані та знущані. Автобуси з Белграда та його околиць доставляли чоловіків до комплексу з метою систематичного зґвалтування цих жінок. Виплата грошей за цю жорстокість була частиною процесу фінансування різними сербськими воєнізованими угрупованнями, які діяли в цьому районі. Добре відомо, що ці воєнізовані угруповання були продовженням ЮНА. Багато жінок померли в таборі в Добой через насильство.

## Юридичні справи

### Вироки МТКЮ
У своїх вироках Міжнародний кримінальний трибунал з колишньої Югославії (МТКЮ) визнав, що сербські сили були визнані винними у переслідуванні боснійців (через вчинення катувань, жорстоке поводження, нелюдські дії, незаконне утримання під вартою, встановлення та збереження нелюдського життя умови, привласнення або пограбування майна під час і після нападів на несербські частини міста, введення та підтримання обмежувальних і дискримінаційних заходів ), вбивства, примусове переміщення, депортація та катування як злочин проти людства в районі Добой.
Радован Караджич був засуджений за злочини проти людства та воєнні злочини в Боснії, включаючи Добой. Його засудили до довічного ув'язнення.
Біляна Плавшич і Момчило Краішнік, діючи окремо або спільно з іншими, планували, підбурювали, наказували, вчинили чи іншим чином сприяли плануванню, підготовці або здійсненню знищення, повністю або частково, громадянина боснійців і боснійських хорватів, етнічні, расові чи релігійні групи, як такі, у кількох муніципалітетах, включаючи Добой. Плавшича засудили до 11 років, а Крайішника до 20 років ув'язнення.
Стоян Жуплянін, колишній командир поліції, який оперативно контролював поліцейські сили, відповідальні за табори для ув'язнення, і Міко Станішич, екс-міністр внутрішніх справ Республіки Сербської, обидва отримали по 22 роки в'язниці. У рішенні було зазначено:
Судова палата поза розумним сумнівом переконалася, що і Станішич, і Жуплянін брали участь у спільному злочинному підприємстві (СКП) з метою остаточного виселення несербів з території планованої сербської держави.
У 2011 році Йовіцу Станішича та Франка Сіматовича судили, серед інших, за воєнні злочини в Добої.

### Інші
26 вересня 1997 року Ніколу Йоргич був визнаний винним Дюссельдорфським Оберландесгеріхтом (Вищим регіональним судом) за 11 пунктами звинувачення у геноциді, пов’язаному з вбивством 30 осіб у регіоні Добой, що стало першим обвинуваченням у справі геноциду боснійців . Однак МТКЮ виключив, що геноциду не було. Апеляція Йоргіча була відхилена німецьким Федеральним верховним судом 30 квітня 1999 року. Вищий земельний суд встановив, що Йоргич, боснійський серб, був лідером воєнізованої групи в регіоні Добой, яка брала участь в терористичних актах проти місцевого боснійського населення, здійснених за підтримки сербських лідерів, і мала намір сприяти їхньому політика «етнічної чистки».

### Публікації
- ICTY (2013). Prosecutor v. Mićo Stanišić & Stojan Župljanin: PUBLIC JUDGEMENT (PDF). The Hague: International Criminal Tribunal for the former Yugoslavia. Архів оригіналу (PDF) за 10 квітня 2016. Процитовано 19 червня 2019.
- Lawson, Edward H. (1996). Encyclopedia of Human Rights. Taylor & Francis. ISBN 9781560323624. Архів оригіналу за 15 квітня 2022. Процитовано 15 квітня 2022.